# Camille Jones
Camille Jones, född 19 oktober 1973 i Skanderborg, Danmark, är en dansk popsångare, låtskrivare och skivproducent. Hon är känd för sin sång The Creeps, skriven av henne själv och remixad av den nederländske DJ Fedde le Grand. Sången blev populär över hela världen år 2007.

## Biografi
Jones föddes i Skanderborg och växte upp i Århus. Hon debuterade 2000 med singeln Nothing Comes From Nothing och albumet Camille Jones. Det gav henne en nominering till priset som Årets Danske Sangerinde till Danish Music Awards 2001. På uppföljaren Surrender (2004) samarbetade Camille Jones bland andra med Booty Cologne, Abdullah S och Gauzz. Booty Cologne producerade originalsången "The Creeps", som blev hennes första ordentligt stora hit. Camille skrev på kontrakt i USA till det amerikanska skivbolaget TommyBoy Records. "The Creeps" var nummer 15 på den amerikanska hitlisten, Billboard Club Chart, över Madonna och Missy Elliott.
Den första videon - producerad av Mikkel Serup - nominerades till Danish Music Awards 2005. Den nederländske DJ-producenten Fedde le Grand lade låten "The Creeps" till sin egen Flamingo Recordings och gjorde en House-remix. I början av 2007 hade remixen tagits upp av radiostationer i Storbritannien och hela Europa innan den släpptes på Ministry of Sound i mars 2007. Marcus Adams regisserade en ny video till singeln. Låten hade blivit en hit på hitlistorna liksom på klubbarna. 
Camilles tredje album Barking Up The Wrong Tree släpptes i Skandinavien 2008 och innehöll danssinglarna Difficult Guys, I Am (What You Want Me To Be) och Get Me Out. Videor för Difficult Guys och I Am (What You Want Me To Be) producerades för att marknadsföra albumet.
I januari 2011 samarbetade Jones med Kato, Ida Corr och Johnson om den danskspråkiga danssingeln Sjus. Låten debuterade som nummer 1 på den danska singellistan. Samma år släpptes albumet Did I Say I Love You, med singeln The Streets. 

### Privatliv
Camille Jones har en dansk mor och en amerikansk far, jazzmusikern Ed Jones. Camille Jones blev 2014 mor till en liten pojke.

## Diskografi

### Album
- Camille Jones (2000)
- Surrender (2004)
- Surrender (International Version) (2005)
- Barking Up The Wrong Tree (2008)
- Did I Say I Love You(2011)

### Singlar
- Nothing Comes From Nothing (2000)
- Should Have Known Better (2000)
- Don't Wanna Be (2000)
- Shouldn't I (2000)
- The Creeps (Booty Cologne Mix feat. Booty Cologne) (2004)
- The Creeps (Gauzz Mix / Original Mix) (2005)
- The Creeps (Fedde le Grand Mix) (2007)
- Difficult Guys (2008)
- I Am (What You Want Me To Be) (2008)
- Someday (2008)
- Get Me Out (Jason Gault Mix) (2009)
- The Streets (2011)